# 鰍魚精
鰍魚精，是台灣民間傳說中出現在恆春鎮附近地區的一隻魚妖，因為雷擊而死。

## 地點
鰍魚精生活在恆春鎮以東約兩里（約一公里）的洞窟裡，洞窟深約六、七尺（約兩公尺左右），裡面有清澈的水和許多石柱。

## 傳說
因為鰍魚精經常從洞窟裡出來作怪害人，導致當地民眾苦不堪言，向上天祈求協助，隨即天上充滿了烏雲、霹下一道雷電，打中了洞窟中的一根石柱，而那根石柱剛好是鰍魚精的命脈，鰍魚精也因此而死亡。
後來，那個洞窟被稱作雷公窟。

## 其他
據說在二重溪橋旁「出火」景觀處附近，有一快中間有裂縫的巨大岩石，就是當初被打中的石柱遺留下來的。